# República islámica

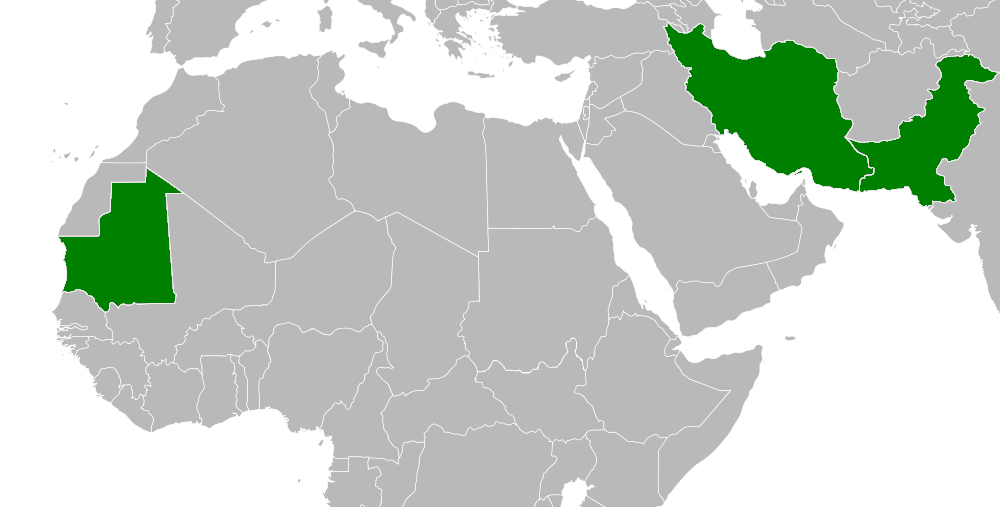
Países en la actualidad que utilizan el título de República islámica en sus nombres oficiales.

Una república islámica es un Estado sustentado en la forma republicana de gobierno pero que simultáneamente constituye su cuerpo institucional y normativo en compatibilidad con las normas de la Sharia, la ley islámica, a la cual eventualmente se puede dar rango igual a la ley civil mientras que el Estado sigue siendo una república; de igual manera, en una república islámica el poder e influencia de los imanes o jeques musulmanes aumenta y hasta pueden ser designados para cargos oficiales mientras mantienen su función religiosa. Sin embargo, la casuística respecto a la rigidez en la aplicación de estos principios varía de país en país.

## Ejemplos de repúblicas islámicas
Por ejemplo, en la República Islámica de Irán (denominación oficial del país desde 1979), el voto directo de los ciudadanos permite la elección democrática del Presidente, de los miembros del poder legislativo y de la Asamblea de Expertos, pero antes de iniciarse el proceso electoral los candidatos deben haber obtenido una especial aprobación por parte de los imanes, sin la cual quedan eliminados de la competencia electoral. Esta situación, aceptada por las leyes civiles, otorga en la práctica un gran poder político a los imanes (las autoridades elegidas por voto popular deben adherirse a las opiniones de los líderes religiosos) y les permite ejercer a los líderes religiosos una fuerte influencia sobre las decisiones políticas nacionales, por encima de los líderes laicos. 
En otras repúblicas de población mayoritariamente musulmana, como Egipto, Túnez o Argelia, las normas del Corán y la Sharia gozan de un nivel jerárquico similar al de las leyes civiles, pero con frecuencia la aplicación de las normas religiosas queda restringida solo a las cuestiones no cubiertas por las leyes estatales. No obstante, en otros casos las leyes civiles simplemente recogen las mismas reglas que los libros sagrados del islam. Asimismo, en ninguno de estos casos los imanes representan un poder político y solo se les permite ejercer su condición de religiosos del islam sin formar un papel en la política estatal, ni el Estado se obliga a seguir las opiniones políticas de los líderes religiosos.
Siendo usual el equívoco de calificar al régimen iraní como una teocracia, podríamos utilizar con mayor propiedad los términos "eclesiocracia" o "hierocracia", utilizados por Max Weber en su análisis de la sociología de la dominación, para referirse al orden político en donde el poder es ejercido institucionalmente por una casta sacerdotal.
Weber establecerá tres distinciones en la relación entre el poder político y el eclesiástico:
1. La legitimación del soberano, como encarnación de Dios o ser ungido por Él, por parte del clero.
2. El clérigo-soberano (lo que se definirá como teocracia per sé)
3. El soberano temporal, con suma autoridad en los asuntos religiosos (cesaropapismo)

En situación distinta se encuentra Pakistán, que es formalmente una república islámica desde 1956 y cuya constitución de 1973 lo confirmó. Este país mantiene una posición más tolerante respecto a la vinculación de las normas con los preceptos coránicos. No obstante, el sistema político ha variado a lo largo de los años desde la negación de los derechos políticos (sufragio activo y pasivo), hasta un modelo democrático más o menos estable y amplio.
Desde la Revolución Iraní, la creación de repúblicas islámicas es una de las aspiraciones políticas de las naciones con gran población musulmana, a diferencia de los regímenes monárquicos como el de Arabia Saudí. Si bien las monarquías de países musulmanes (Marruecos, Jordania, Omán y los emiratos del Golfo Pérsico) suelen ser firmes adherentes del islam, las ideas favorables a una república islámica propugnan que la dinastía reinante sea reemplazada parcialmente por la élite de expertos islámicos, alcanzando así un compromiso entre la forma republicana de gobierno (y su apertura a la participación popular) y la preservación de la influencia religiosa del islam en la esfera política.

## Lista de repúblicas islámicas

### Actuales
| Bandera | Nombre                           | Fecha de adopción   |
| ------- | -------------------------------- | ------------------- |
|         | República Islámica de Irán       | 1 de abril de 1979  |
|         | República Islámica de Mauritania | 12 de julio de 1991 |
|         | República Islámica de Pakistán   | 23 de marzo de 1956 |

### Desaparecidas
| Bandera | Nombre                                     | Actualmente como                                           | Período                                       |
| ------- | ------------------------------------------ | ---------------------------------------------------------- | --------------------------------------------- |
|         | República Chechena de Ichkeria (de facto)  | República de Chechenia, Federación de Rusia (de iure)      | c. 1996-1 de mayo de 2000                     |
|         | República Islámica de Daguestán (de facto) | República de Daguestán, Federación de Rusia (de iure)      | 18 de agosto de 1998-12 de septiembre de 1999 |
|         | República Federal Islámica de las Comoras  | Unión de las Comoras                                       | 1 de octubre de 1978-23 de diciembre de 2001  |
|         | República Islámica del Turquestán Oriental | Región Autónoma Uigur de Sinkiang, República Popular China | 12 de noviembre de 1933-16 de abril de 1934   |
|         | República Islámica de Gambia               | República de Gambia                                        | 12 de diciembre de 2015-29 de enero de 2017   |
|         | República Islámica de Afganistán (de iure) | Emirato Islámico de Afganistán (de facto)                  | 12 de noviembre de 2001-15 de agosto de 2021  |